# Community Mental Health Act

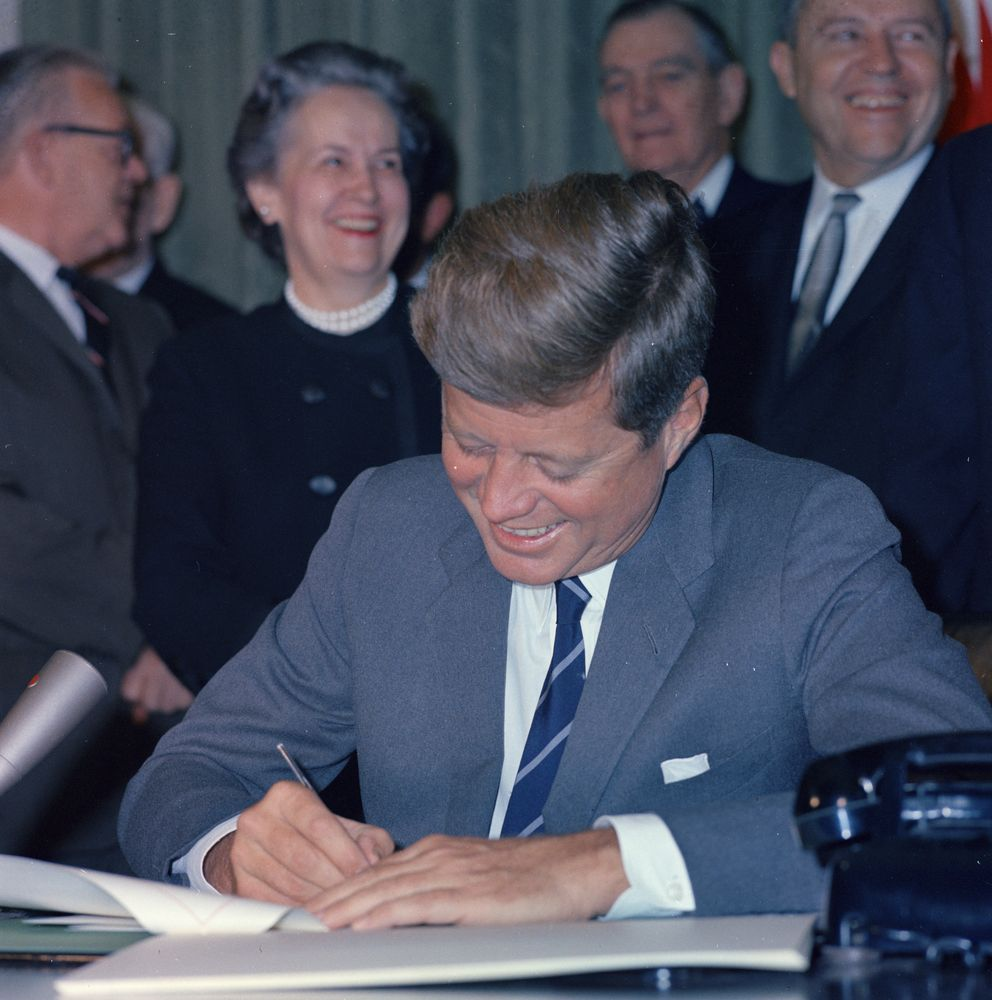
Presidente John F. Kennedy assinando o ato

A Lei de Community Mental Health Act de 1963 (CMHA) (também conhecida como Lei de Construção de Centros Comunitários de Saúde Mental) foi um ato para fornecer financiamento federal para centros comunitários de saúde mental e instalações de pesquisa nos Estados Unidos. Esta legislação foi aprovada como parte da Nova Fronteira de John F. Kennedy. Isso levou a uma desinstitucionalização considerável.
Em 1955, o Congresso aprovou a Lei de Estudo de Saúde Mental, levando ao estabelecimento da Comissão Conjunta sobre Doença Mental e Saúde Mental. Essa Comissão emitiu um relatório em 1961, que se tornaria a base da Lei de 1963.
O CMHA concedeu subsídios aos estados para o estabelecimento de centros locais de saúde mental, sob a supervisão do Instituto Nacional de Saúde Mental. O NIH também realizou um estudo envolvendo adequação em questões de saúde mental. O objetivo do CMHA era construir centros de saúde mental para fornecer cuidados de base comunitária, como uma alternativa à institucionalização. Nos centros, os pacientes podiam ser tratados enquanto trabalhavam e viviam em casa.
Alguns estados fecharam hospitais públicos caros, mas nunca gastaram dinheiro para estabelecer cuidados comunitários. A desinstitucionalização acelerou após a adoção do Medicaid em 1965. Durante a administração Reagan, o financiamento restante para o ato foi convertido em doações de bloco de saúde mental para os estados. Desde que o CMHA foi promulgado, 90% dos leitos foram cortados em hospitais estaduais, mas não foram substituídos por recursos comunitários.
O CMHA provou ser um sucesso misto. Muitos pacientes, antes internados em instituições, foram liberados para a comunidade. No entanto, nem todas as comunidades tiveram as instalações ou experiência para lidar com eles. Em muitos casos, os pacientes acabaram em casas de adultos ou com suas famílias, ou desabrigados em grandes cidades, e sem os cuidados de saúde mental de que precisavam.